# Attack of the Crab Monsters
Attack of the Crab Monsters is een Amerikaanse sciencefictionfilm uit 1957 onder regie van Roger Corman. Destijds werd de film in Nederland uitgebracht onder de titel Aanval der krabmonsters.

## Verhaal
Enkele wetenschappers gaan op expeditie naar een afgelegen eiland om de gevolgen van kernproeven te onderzoeken. Ze komen erachter dat het eiland wordt bewoond door gemuteerde, intelligente krabmonsters. Tot overmaat van ramp begint het eiland ook weg te zinken in de zee.

## Rolverdeling
| Acteur              | Personage        |
| ------------------- | ---------------- |
| Richard Garland     | Dale Drewer      |
| Pamela Duncan       | Martha Hunter    |
| Russell Johnson     | Hank Chapman     |
| Leslie Bradley      | Dr. Karl Weigand |
| Mel Welles          | Jules Deveroux   |
| Richard H. Cutting  | Dr. James Carson |
| Beach Dickerson     | Ron Fellows      |
| Tony Miller         | Jack Sommers     |
| Ed Nelson           | Cadet Quinlan    |
| Maitland Stuart     | Matroos Mac      |
| Charles B. Griffith | Matroos Tate     |
| Robin Riley         |                  |
| Doug Roberts        |                  |